# Partón
En física de partículas, el partón era una partícula fundamental hipotética considerada, en el 'modelo de partón' de las interacciones fuertes, como un componente del hadrón. Los experimentos habían revelado que los protones y neutrones se comportaban como si estuvieran compuestos de "partes" y se consideró que estas partes podrían ser los llamados partones, partículas hipotéticas enlazadas de manera estable.
En los años 1970, la cromodinámica cuántica demostró que los hadrones están compuestos de quarks, pero el modelo de partón inicial todavía se utiliza para explicar algunos aspectos de las interacciones a corta distancia. Los quarks podrían considerarse como las partes que los experimentos que condujeron al modelo de partones habían encontrado.
El modelo de partones fue formulado por Feynman.

## Modelo

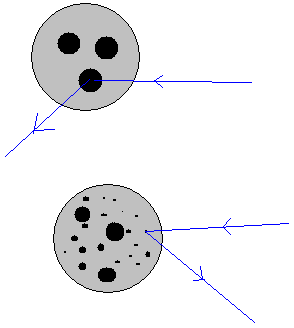
A bajas energías, la partícula dispersada solamente es sensible a los partones de valencia. A energías mayores también detecta los partones del mar.

En este modelo, un hadrón (por ejemplo, un protón) está compuesto por constituyentes puntuales, llamados "partones". Además, el hadrón se encuentra en un sistema de referencia donde tiene momento infinito, una aproximación válida a altas energías. Por tanto, el movimiento de los partones se ve ralentizado por la dilatación temporal, y la distribución de carga en el hadrón está modificada por la contracción de Lorentz, con lo que las partículas incidentes son dispersadas de manera instantánea e incoherente. Bjorken y Paschos aplicaron el modelo de partones a la dispersión inelástica profunda de electrones con protones. Posteriormente, con la observación experimental de la invariancia de escala de Bjorken, la validación del modelo de quarks y la confirmación de la libertad asintótica en cromodinámica cuántica, se identificó los partones con quarks y gluones. El modelo de partones sigue siendo una aproximación útil a altas energías, y ha sido extendido a otros regímenes con el tiempo.
En el modelo de partones, los partones se definen respecto a una escala de energías, en función de la transferencia de momento con la que se sondea el hadrón. Por ejemplo, un partón quark a una escala de energía puede resultar ser una superposición de un estado de partón quark con un estado de un partón quark y un partón gluón a otra escala. Por esto, el número de partones en un hadrón aumenta con la transferencia de momento. A bajas energías, un barión contiene tres partones (quarks) de valencia y un mesón dos partones (quark y antiquark) de valencia. A altas energías, sin embargo, se observa un mar de partones, además de los partones de valencia.

## Funciones de distribución de partones

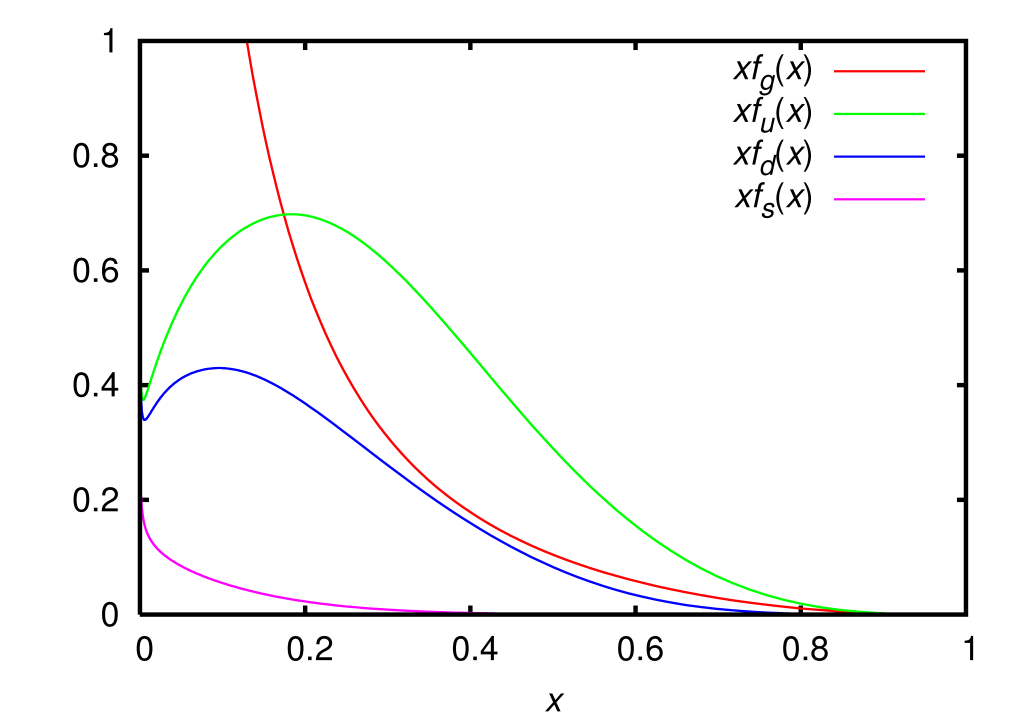
Funciones de distribución de partones CTEQ6 en el esquema de renormalización M̅S̅ y Q = 2 GeV para gluones (rojo), quarks arriba (verde), abajo (azul) y extraño (violeta). En el eje horizontal se representa la fracción de momento longitudinal x y en el vertical el producto de x por la función de distribución f(x).

Una función de distribución de partones (PDF por sus siglas en inglés) se define como la densidad de probabilidad de encontrar un partón con una fracción x del momento longitudinal al sondear el hadrón a una escala de energía Q2. A causa de la naturaleza inherentemente no-perturbativa de los partones, las funciones de distribución de partones no se pueden obtener directamente en QCD perturbativa. En QCD sí se puede estudiar la variación de la densidad de partones con la escala Q2 mediante las ecuaciones DGLAP (Dokshitzer, Gribov, Lipatov, Altarelli y Parisi). Debido a las limitaciones actuales en los cálculos de QCD en el retículo, las funciones de distribución de partones se obtienen ajustando observables a datos experimentales.
Existen funciones de distribución de partones disponibles de varios grupos en todo el mundo. Los principales conjuntos de datos sin polarización son:
- ABM Archivado el 19 de enero de 2022 en Wayback Machine. por S. Alekhin, J. Bluemlein y S. Moch.
- CTEQ, de la colaboración CTEQ.
- GRV/GJR, de M. Glück, P. Jiménez-Delgado, E. Reya y A. Vogt
- HERA PDFs, por las colaboraciones H1 y ZEUS del Deutsches Elektronen-Synchrotron (DESY) en Alemania.
- MRST/MSTW, de A. D. Martin, R. G. Roberts, W. J. Stirling, R. S. Thorne y G. Watt.
- NNPDF, de la colaboración NNPDF.

La librería LHAPDF proporciona una interfaz en Fortran/C++ unificada y fácil de usar para todos los principales conjuntos de datos.